# Aeroporto Internacional de Mexede
O Aeroporto Internacional de Mexede ou Aeroporto Shahid Hashemi Nejad é um aeroporto localizado em Mexede, Coração Razavi, Irã.
Ele tem voos regulares para diversas cidades no Irã e também voos internacionais em sua maioria para cidades da Ásia Central e Oriente Médio. Atualmente se encontra em expansão. Em Março de 2008 esta previsto inaugurar 2000 m² no terminal de passageiros, 18 ou 19 "slots" para estacionar aeronaves, 2 ou 3 pistas extras para taxear e 40.000 m² a mais para estacionamento de carros.